# Hatamoto

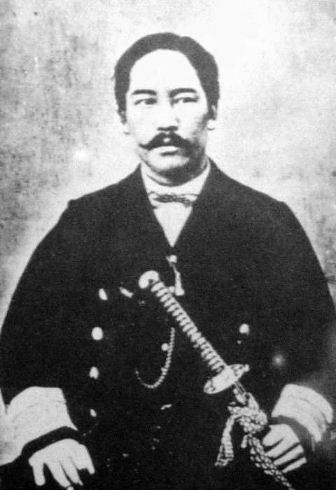
Enomoto Takeaki, un famoso hatamoto de finales del periodo Edo.

Un hatamoto (旗本?) era un samurái al servicio directo del shogunato Tokugawa en Japón. Mientras que los tres shogunatos de la historia de Japón tenían sirvientes oficiales, en los dos anteriores eran referidos como gokenin. Sin embargo, durante el periodo Edo los hatamoto eran los sirvientes de mayor rango de la casa Tokugawa, mientras que los gokenin eran los de menor rango. No existía una diferencia clara entre los dos en términos de ingresos, pero los hatamoto tenían derecho a solicitar una audiencia directa con el shogun mientras que los gokenin no. La palabra hatamoto significa literalmente “en la base de la bandera”, por lo que comúnmente se traduce como “abanderado”. Otro término que se utilizó en el periodo Edo para los hatamoto era jikisan hatamoto (直参旗本?), el cual se tomaba como “hatamoto directo del shogunato”, lo cual servía para diferenciarlos entre la generación pasada de hatamoto que servían a varios señores.

## Historia
El término hatamoto tuvo su origen durante el período Sengoku y era utilizado para señalar a los sirvientes directos del daimyō, pero cuando el clan Tokugawa ascendió al poder en el año 1600, su sistema se institucionalizó y es a los que nos referimos principalmente en nuestros días.
Para el shogunato Tokugawa, los hatamoto eran sirvientes que los habían acompañado desde sus días en la Provincia de Mikawa, sin embargo, los rangos de hatamoto también incluía personas fuera de los rangos hereditarios del clan Takeda. Familias de sirvientes de provincias derrotadas como las Takeda, Hōjō o Imagawa fueron incluidas. Dentro de los hatamoto también se incluyó a los herederos de daimyō a los que les fueron confiscados sus dominios (por ejemplo, Asano Daiguku, el hermano de Asano Naganori), a figuras prominentes locales que nunca llegaron a ser daimyō y las familias del período Kamakura y Muromachi que fueron shugo (gobernadores). Algunos clanes incluidos fueron los  Akamatsu, Besshō, Hōjō, Hatakeyama, Kanamori, Imagawa, Mogami, Nagai, Oda, Ōtomo, Takeda, Toki, Takenaka (rama de los Toki), Takigawa, Tsutsui y Yamana. El acto de convertirse en hatamoto era conocido como bakushin toritate (幕臣取立て?).
Durante la Guerra Boshin muchos hatamoto pelearon en ambos bandos del conflicto.
Los hatamoto continuaron sirviendo al clan Tokugawa aun después del shogunato en 1868 pero perdieron su estatus junto con los samurái durante 1871.